# Strijkkwartet nr. 14 (Dvořák)
Het Strijkkwartet nr. 14 in As groot, opus 105 is een compositie van de Tsjechische componist Antonin Dvořák. Dvořák schreef het werk in 1895.

## Ontstaan
In maart 1895 – nog in Amerika – begon Dvořák aan het eerste deel van zijn veertiende strijkkwartet, maar onderbrak het componeren tot hij terug was in Vysoká u Příbramě. Daar componeerde hij allereerst het strijkkwartet nr. 13 en voltooide direct daarna dit kwartet in As majeur. De bijna eufore stemming – terug in Bohemen! – vertaalt zich in een snelle en trefzekere manier van werken: tussen 12 en 30 december was het kwartet nr. 14 voltooid. Hier is het werk van de meester die even tevoren zijn celloconcert had voltooid. Dvořák schrijft in een brief: “ik werk zo gemakkelijk en het lukt me zo goed; dat ik het niet beter kan verlangen”.
In de laatste negen jaar van zijn leven zou Dvořák verder geen kamermuziek meer schrijven, enkel nog symfonische gedichten en opera’s.
Qua sfeer is het opus 105 de mildere, meer ontspannen tegenhanger van opus 106. Het is minder dicht geconstrueerd; tevens is de Slavische inslag nadrukkelijker aanwezig.

## Delen
1. Adagio ma non troppo – Allegro appassionato: Het enige kwartet – naast nr. 2 – dat begint met een langzame inleiding. Het begin in as accentueert het latere stralende As.
2. Molto vivace: Scherzo met furiantachtig ritme en een zangerig trio in Des.
3. Lento e molto cantabile: Eenvoudig moeiteloos lied met een meer chromatisch middendeel.
4. Allegro non tanto: Qua ritme herinnert dit aan de Polka. Het is vrolijk, vrijer en losser dan het 13e strijkkwartet' .

## Betekenis

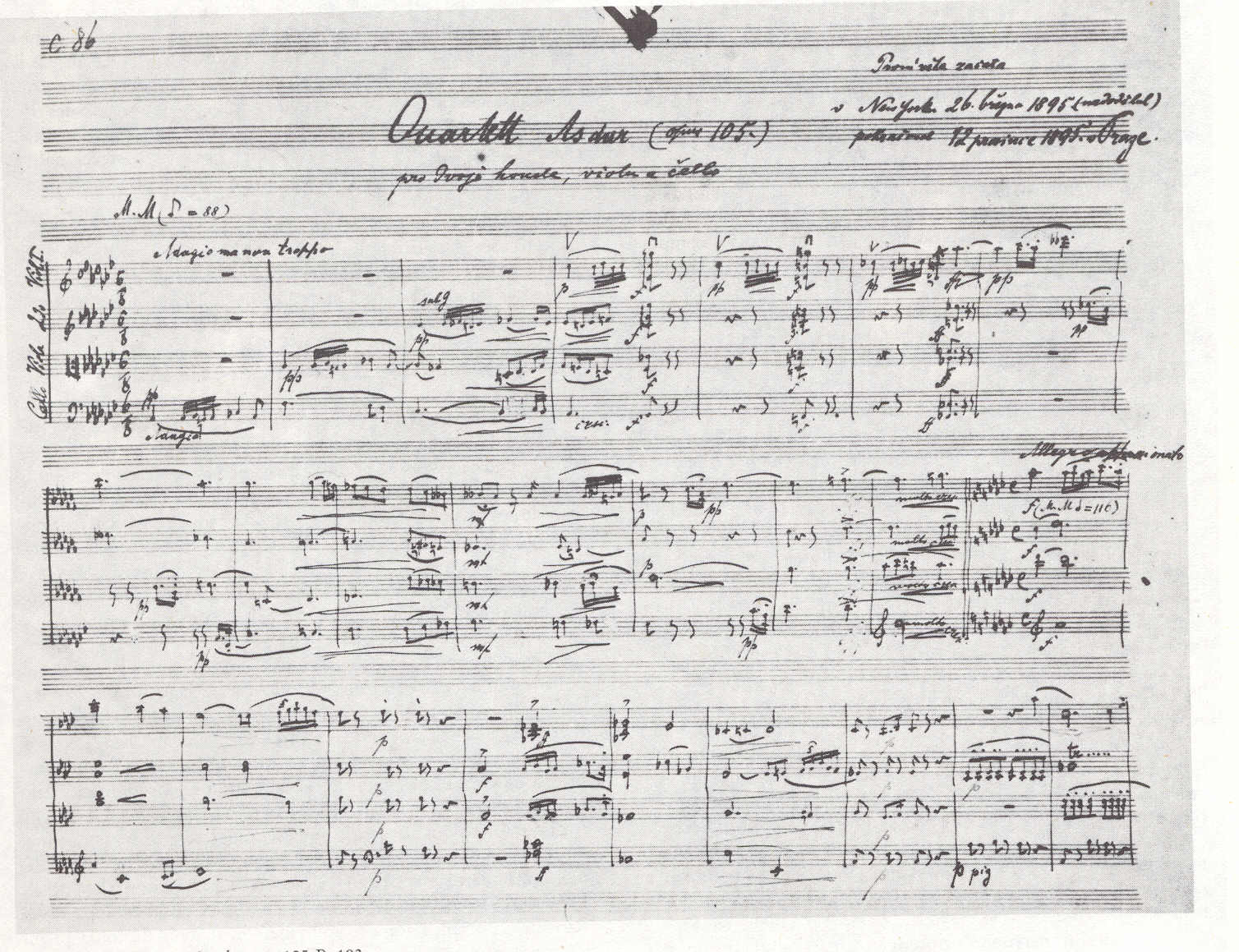
manuscript quartet nr 14

'De ontvangst voor dit soort werken was in de jaren negentig over zijn hoogtepunt heen. Dvořák kreeg wel als kritiek: “te veel dromen en te weinig denken, meer gemoedelijkheid dan geest”. Tóch kreeg Dvořák hier de hoogste lof van de beruchte criticus Eduard Hanslick: “... dit is zuiver meesterschap ...” Dvořák werd door Hanslick op één lijn gesteld met Beethoven en Brahms.
Het veertiende strijkkwartet vormt een waardig slot van Dvořáks kamermuzikale oeuvre.
nr. 1 A · nr. 2 B · nr. 3 D · nr. 4 e · nr. 5 f · nr. 6 a · nr. 7 a · nr. 8 E · nr. 9 d · nr. 10 Es · nr. 11 C · nr. 12 F (Amerikaans) · nr. 13 G · nr. 14 As · Cipressen